# 33269 Broccoli
33269 Broccoli è un asteroide della fascia principale. Scoperto nel 1998, presenta un'orbita caratterizzata da un semiasse maggiore pari a 2,2154973 UA e da un'eccentricità di 0,0806988, inclinata di 3,51118° rispetto all'eclittica.